# Turó d'en Grau
El Turó d'en Grau és una muntanya de 188 metres que es troba al municipi de Maçanet de la Selva, a la comarca de la Selva.